# Zig-Zag Walk
Zig-Zag Walk es un álbum de estudio de la banda de rock británica Foghat, publicado en 1983. Este sería el último trabajo de la agrupación hasta la reunión de los músicos originales para grabar el álbum Return of the Boogie Men en 1994.

## Lista de canciones
1. "That's What Love Can Do" (Dave Peverett) – 3:54
2. "Zig-Zag Walk" (Peverett) – 3:28
3. "Choo Choo Ch'Boogie" (Denver Darling, Milt Gabler, Vaughn Horton) – 2:43
4. "Jenny Don't Mind" (Erik Cartwright) – 4:37
5. "Three Wheel Cadillac" (Peverett) – 3:55
6. "It'll Be Me" (Jack Clement) – 3:29
7. "Silent Treatment" (Peverett) – 3:17
8. "Down the Road a Piece" (Don Raye) – 2:35
9. "Seven Day Weekend" (Peverett) – 4:10
10. "Linda Lou" (Jon Jelmer) – 3:46